# Veep

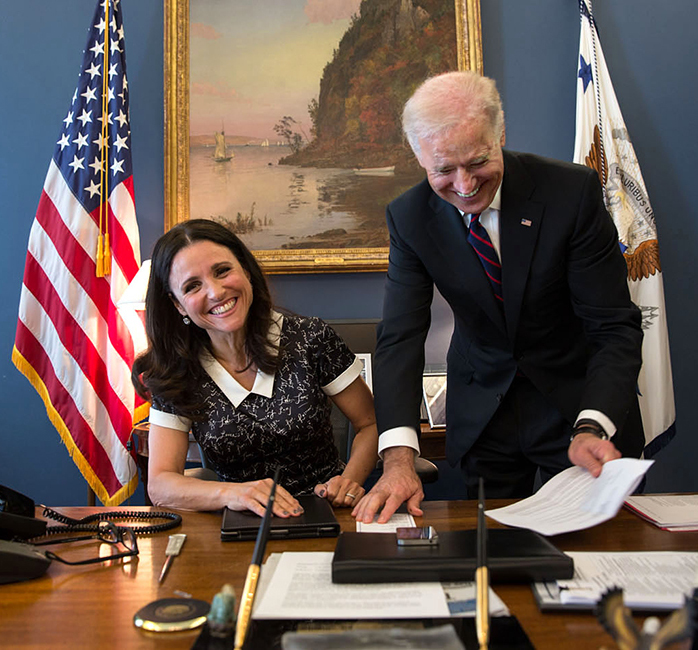
Julia Louis-Dreyfus amb el vicepresident Joe Biden a la Casa Blanca.

Veep és una comèdia televisiva estatunidenca transmesa per la cadena HBO i protagonitzada per Julia Louis-Dreyfus en el paper de la vicepresidenta dels Estats Units ("Veep"), Selina Meyer. La sèrie va ser creada per Armando Iannucci, que es va inspirar en les seves sàtires polítiques prèvies The Thick of It i In the Loop.
La primera temporada de 8 episodis va començar a emetre's el 22 d'abril de 2012, i va ser ben rebuda per la crítica i els espectadors.

## Repartiment

### Repartiment principal
- Julia Louis-Dreyfus com la vicepresidenta Selina Meyer. ex-senadora i candidata presidencial, Selina no se sent còmoda en el seu lloc de segona al comandament. La seva relació amb el president és tibant, i moltes vegades el paper de Selina queda relegat en les decisions polítiques. Està divorciada i té una filla.
- Anna Chlumsky com a Amy Brookheimer, la cap de gabinet de la vicepresidenta. Amy sacrifica constantment la seva reputació per salvaguardar la credibilitat política de Selina.
- Tony Hail com a Gary Walsh, el lleial ajudant personal de la vicepresidenta. Gary s'encarrega de donar-li detalls sobre les persones amb les quals es troba i resoldre fins als mínims problemes quotidians.
- Matt Walsh com a Mike McLintock, director de comunicacions de la vicepresidència, qui no es mostra molt compromès amb el seu treball.
- Reid Scott com a Dan Egan, sotsdirector de comunicació i la més recent adquisició de l'oficina. Ambiciós i orgullós, s'esforça per fer créixer la seva xarxa de contactes per a avançar en la seva carrera professional.
- Sufe Bradshaw com a Sue Wilson, secretària i recepcionista de la vicepresidència.
- Timothy Simons com a Jonah Ryan, el contacte entre l'oficina del president i la vicepresidència. Generalment no és benvingut entre el personal de Selina, els qui solen burlar-se d'ell.

### Repartiment secundari
- Gary Cole com a Kent Davison, el principal estrateg polític del President.
- Kevin Dunn com a Ben Cafferty, cap de gabinet del President.
- Dan Bakkedahl com el congressista Roger Furlong.
- Nelson Franklin com el secretari de Furlong.
- Randall Park com a Danny Chung, governador de Minnesota i principal adversari polític de Selina.
- Peter Grosz com el lobbysta Sidney Purcell.
- David Pasquesi com a Andrew Meyer, ex-marit de Selina.
- Sarah Sutherland com a Catherine Meyer, filla de Selina.

## Episodis
La primera temporada, que va comptar amb 8 episodis, es va emetre originalment als Estats Units per la cadena HBO entre el 22 d'abril i el 10 de juny de 2012. La segona temporada, de 10 capítols, es va emetre per la mateixa cadena entre el 14 d'abril i el 23 de juny de 2013. Una tercera temporada de 10 episodis fou emesa el 2014, la quarta el 2015, la cinquena el 2016 i la sisena el 2017. La setena i última temporada es començarà a rodar a l'agost del 2018, després d'un retard provocat pel càncer de pit de l'actriu protagonista, es va emetre en 2019.

## Premis i nominacions
- En la 68° edició dels Premis Emmy (2015), la sèrie va obtenir el guardó a millor sèrie còmica, i Julia Louis-Dreyfus va obtenir el guardó a millor actriu,[5] suposant el cinquè consecutiu.[2]
- En la 67° edició dels Premis Emmy (2015), la sèrie va obtenir el guardó a millor sèrie còmica, Julia Louis-Dreyfus va obtenir per tercer any consecutiu el guardó a millor actriu.
- En la 65º edició dels Premis Emmy (2013), la sèrie va estar nominada per a millor sèrie còmica. Anna Chlumsky va rebre una nominació per a millor actriu de repartiment de comèdia, Tony Hali va guanyar com a millor actor de repartiment de comèdia i Julia Louis-Dreyfus com a millor actriu de comèdia.[6]
- En la 64º edició dels Premis Emmy (2012), la sèrie va estar nominada per a millor sèrie còmica i millor repartiment de comèdia. Julia Louis-Dreyfus va obtenir en aquesta oportunitat el guardó com a millor actriu de comèdia.[6]
- Julia Louis-Dreyfus va ser nominada per a un Globus d'Or en la 70º edició (2012) com a "millor actriu de sèrie de televisió - comèdia o musical", perdent contra Lena Dunham.[7]